# Cantón de Baugé
El cantón de Baugé era una división administrativa francesa, que estaba situada en el departamento de Maine y Loira y la región de Países del Loira.

## Composición
El cantón estaba formado por diez comunas:
- Baugé-en-Anjou
- Bocé
- Chartrené
- Cheviré-le-Rouge
- Clefs-Val-d'Anjou
- Cuon
- Échemiré
- Fougeré
- Le Guedéniau
- Saint-Quentin-lès-Beaurepaire

## Supresión del cantón de Baugé
En aplicación del Decreto n.º 2014-259 de 26 de febrero de 2014, el cantón de Baugé fue suprimido el 22 de marzo de 2015 y sus 10 comunas pasaron a formar parte del nuevo cantón de Beaufort-en-Vallée.